# Aus 12 wird 1 (1982)
Unter dem Titel Aus 12 wird 1 fand die österreichische Vorentscheidung zum Eurovision Song Contest 1982 am 25. März 1982 statt. Mess gewann und vertrat Österreich in Harrogate, wo das Duo den 9. Platz erreichte.

## Format
Zum ersten Mal wurde ein Vorentscheid veranstaltet bei dem sowohl der Interpret als auch das Lied ausgewählt wurde. Die Abstimmung erfolgte per Telefon.
Der Entertainer und Schauspieler Andreas Steppan moderierte die Show.
Lizzy Engstler und Michael Scheickl (alias Fritz) starteten jeweils mit zwei Liedern – jeweils einmal als Solokünstler – und dann gemeinsam als Gesangsduo Mess. Mit dem Lied Sonntag konnten sie sich durchsetzen und gewannen die Show. Die Gruppe Mainstreet starteten mit vier Liedern im Wettbewerb.

## Voting
| Platz | Startnr. | Interpret                                | Lied                                  | Stimmen |
| ----- | -------- | ---------------------------------------- | ------------------------------------- | ------- |
| 01.   | 06       | Mess                                     | Sonntag                               | 1.655   |
| 02.   | 12       | Mainstreet                               | Rock 'n' Roll Revival                 | 0798    |
| 03.   | 07       | Rusty & Jay                              | Sing ganz einfach ein Lied            | 0743    |
| 04.   | 02       | Lizzy Engstler                           | Du                                    | 0534    |
| 05.   | 04       | Mainstreet                               | Pop-musik                             | 0514    |
| 06.   | 10       | Fritz                                    | Träumen                               | 0507    |
| 07.   | 11       | Aniko Benkö, Lia Burger und Helmut Arent | Marionetten                           | 0460    |
| 08.   | 09       | Windecker & Wessler                      | Zeit                                  | 0436    |
| 09.   | 03       | Wallner & Licha                          | Tagebücher                            | 0421    |
| 10.   | 08       | Mainstreet                               | Ja ja, oui oui, si si, yes yes, ja ja | 0209    |
| 11.   | 05       | Sheila Edwards                           | Bitte, vergiss mich                   | 0197    |
| 12.   | 01       | Mainstreet                               | Marionettentheater                    | 0196    |